# Coluber
Coluber es un género de serpientes que pertenecen a la familia Colubridae. Agrupa a 14 especies que se distribuyen en África, América, Oriente Medio y India.

## Taxonomía
Se reconocen las siguientes especies:
- Coluber anthonyi (Stejneger, 1901)
- Coluber aurigulus (Cope, 1861)
- Coluber barbouri Van Denburgh & Slevin, 1921
- Coluber bholanathi Sharma, 1976
- Coluber bilineatus (Jan, 1863)
- Coluber constrictor Linnaeus, 1758
- Coluber flagellum Shaw, 1802
- Coluber fuliginosus (Cope, 1895)
- Coluber lateralis (Hallowell, 1853)
- Coluber mentovarius (Duméril, Bibron & Duméril, 1854)
- Coluber schotti (Baird & Girard, 1853)
- Coluber scortecci Lanza, 1963
- Coluber taeniatus (Hallowell, 1852)
- Coluber zebrinus Broadley & Schätti, 2000